# پچنگ‌ها

محدوده حضور پچنگ‌ها پیرامون سال ۱۰۳۰ میلادی.

تمغای پچنگ‌ها.

پچنگ‌ها و یا پاتزیناک‌ها (به انگلیسی: Pechenegs یا Patzinaks) قومی تُرک‌نژاد و نیمه‌کوچ‌نشین در استپ‌های آسیای مرکزی بودند. مردمان پچنگ به زبان پچنگی که از زبان‌های ترکی‌تبار بود سخن می‌گفتند.در قرن های ۹ و ۱۰ میلادی، پچنگ ها بیشتر استپ های جنوب شرقی اروپا و شبه جزیره کریمه را تحت کنترل داشتند. در قرن نهم، پچنگ‌ها دوره‌ای از جنگ‌ها را با روس های کیف داشتند که گاهی به جنگ‌های تمام عیار تبدیل می‌شد.

## تاریخچه
به گفته پریتسک، پچنگ ها از نوادگان کنگرهای باستانی هستند که از تاشکند سرچشمه می گیرند. کتیبه‌های اورخون، کنگرها را در میان مردمان تابع خاقانات ترک شرقی ذکر کرده‌اند. پریتسک می گوید که سرزمین پچنگ ها بین دریای آرال و مسیر میانی سیر دریا، در امتداد راه های بازرگانی مهمی که آسیای مرکزی را به اروپای شرقی متصل می کرد، قرار داشت.
پچنگ‌ها در پایان سدهٔ نهم در غرب رود ولگا اقامت گزیده بودند. سیاستمداران روم شرقی از طریق اتحاد با قوم پچنگ می‌کوشیدند تا در برابر اقدامات جنگجویانهٔ روسیه و قبایل مجار سدی به وجود آوردند. با این‌همه نتوانستند از دست‌یابی روسیه به دریای سیاه و بازارهای امپراتوری جلوگیری کنند.
در جنگ ملازگرد پچنگ‌ها به همراه بسیاری اقوام دیگر در جبهه بیزانس و علیه ترکان سلجوقی می‌جنگیدند. در هنگامه جنگ اما افراد پچنگ و اوز (اوغوز) از سپاه بیزانس جدا شده به نیروهای سلجوقی پیوستند. این عمل آن‌ها باعث اضطراب نیروهای بیزانسی و شکست آنان گردید.
امپراتوران روم شرقی، در زمان‌های مختلف، ترکان مهاجر اهل شمال دریای سیاه را، که اسیر یا به عنوان سپاهیان مزدور به ارتش خود وارد می‌کردند، تحت عنوان سرباز، مرزبان یا مستعمره‌نشین به آناتولی سوق می‌دادند. در جنگ صلیبی ۵۰۱-۵۰۲ ق. /۱۱۰۸-۱۱۰۹ م نیز پچنگ‌ها انتقال داده شدند.
هنگامی که ژان کومنن، پچنگ‌ها را در روملی شکست داد، گروهی از آن‌ها را به منظور ایجاد روستاهایی در سرزمین‌های بالکان ساکن کرد و به بقیّهٔ آن‌ها نیز با شرط پرداخت مالیات به او، زمین‌های حاصلخیزی در نزدیکی ازمیت، در نزدیکی استانبول، اختصاص داد.
با گذشت زمان، پچنگ ها در جنوب دانوب هویت ملی خود را از دست دادند و به طور کامل جذب شدند ، عمدتاً با رومانی ها و بلغارها. جوامع قابل توجهی از آنها نیز در پادشاهی مجارستان، در حدود 150 روستا مستقر شدند.